# Alexandr Hrabálek
Alexandr Hrabálek (* 2. června 1956 Uherské Hradiště) je český politik, farmaceutický chemik a vysokoškolský pedagog, v letech 2006 až 2014 děkan Farmaceutické fakulty Univerzity Karlovy v Hradci Králové, v letech 2018 až 2022 primátor a od roku 2022 radní města Hradec Králové (nestraník za ODS a později člen strany), v letech 2012 až 2014 zastupitel města Hradec Králové (nestraník za VPM).

## Život
V roce 1980 promoval na Farmaceutické fakultě Univerzity Karlovy v Hradci Králové a o dva roky později získal na téže fakultě titul PharmDr. V roce 1992 získal v oboru farmaceutická chemie titul CSc., v roce 2000 se habilitoval a v roce 2009 získal profesuru (vše na Farmaceutické fakultě UK v Hradci Králové).
Od roku 1980 pracuje na Farmaceutické fakultě Univerzity Karlovy v Hradci Králové. Oborem, kterému se věnuje od počátku, je farmaceutická chemie. V roce 1985 se stal zakládajícím členem vědeckovýrobního sdružení Histolab (zaniklo v roce 1990), kde se podílel na vývoji a výrobě substrátů pro histochemii, konkrétně sloučenin využívaných pro včasnou diagnostiku dětských leukémií. Je autorem či spoluautorem 24 patentů a více než 80 publikací v prestižních vědeckých časopisech.
Od roku 2003 byl proděkanem pro vědeckou činnost Farmaceutické fakulty, v letech 2006 až 2014 děkanem této fakulty, v letech 2014 až 2018 proděkanem pro vnější vztahy a transfer technologií a od roku 2018 byl vedoucím katedry organické a bioorganické chemie.
Alexandr Hrabálek žije ve městě Hradec Králové, konkrétně v části Nový Hradec Králové. Je ženatý, s manželkou mají dvě dcery.

## Politická kariéra
V komunálních volbách v roce 2010 kandidoval jako nestraník za VPM do Zastupitelstva města Hradec Králové, ale neuspěl (skončil jako první náhradník). V prosinci 2012 však na zastupitelský mandát rezignoval lídr kandidátky Martin Dvořák a Hrabálek se stal zastupitelem města. Ve volbách v roce 2014 obhajoval mandát zastupitele města, když jako nestraník vedl kandidátku strany Volba pro město, avšak neuspěl.
V komunálních volbách v roce 2018 byl zvolen jako nestraník za ODS zastupitelem města Hradec Králové. Na kandidátce přitom figuroval původně na 8. místě, vlivem preferenčních hlasů však skončil třetí. ODS sice skončila na 3. místě, uzavřela ale koalici s prvním hnutí ANO a pátým uskupením Změna pro Hradec a Zelení (tj. Změna, Zelení a nezávislí kandidáti). Dne 30. října 2018 byl Hrabálek zvolen primátorem města Hradec Králové a vystřídal tak ve funkci Zdeňka Finka.
V krajských volbách v roce 2012 kandidoval jako nestraník za VPM na kandidátce subjektu Koalice pro Královéhradecký kraj – KDU-ČSL – HDK – VPM do Zastupitelstva Královéhradeckého kraje, ale neuspěl. Nepodařilo se mu to ani ve volbách v roce 2016, když kandidoval za stejné uskupení.
V roce 2019 vstoupil do ODS. V komunálních volbách v roce 2022 sice za ODS obhájil mandát hradeckého zastupitele, ale figuroval až na 5. místě kandidátky. ODS se stala součástí městské koalice, novou primátorkou však byla v polovině listopadu 2022 zvolena Pavlína Springerová. On sám se stal radním města.